# José Rafael Caturla i Palao
José Rafael Caturla i Palao (Alacant, 4 de novembre de 1976) és un exfutbolista valencià, que jugava de migcampista.
Format al futbol base de l'Hèrcules CF, va debutar amb el primer equip a primera divisió tot jugant un partit a la temporada 96/97, sense tindre continuïtat a l'esquadra alacantina.